# Sclerothorax hypselonotus
Lo sclerotorace (Sclerothorax hypselonotus) è un anfibio estinto appartenente ai temnospondili. Visse nel Triassico inferiore (Olenekiano, circa 235 milioni di anni fa) e i suoi resti fossili sono stati ritrovati in Germania.

## Descrizione
Questo anfibio possedeva molte caratteristiche peculiari, che lo differenziavano dagli altri temnospondili dell'epoca. Il cranio, invece di restringersi all'apice anteriore, si allargava andando a formare una sorta di quadrato, addirittura più ampio nel margine anteriore. Nel palato erano presenti grandi cavità, probabilmente connesse con zone muscolari di notevole entità; lungo i lati del cranio erano ben sviluppati i solchi della linea laterale. Il corpo era piuttosto corto e tarchiato; le vertebre toraciche erano dotate di spine neurali molto sviluppate, che dovevano conferire all'animale un aspetto gibboso. Il dorso, inoltre, era rivestito da una spessa corazza.

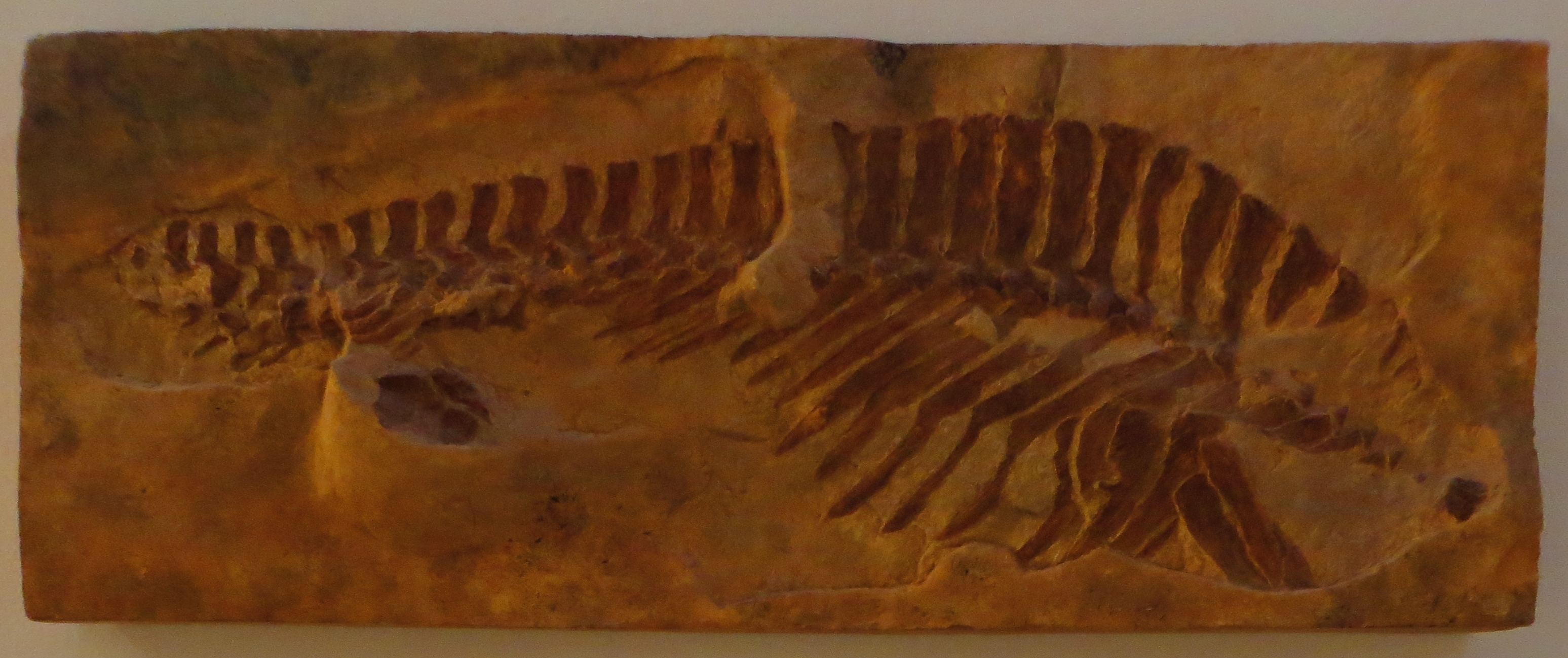
Fossile di Sclerothorax hypselonotus

## Classificazione
In un primo tempo lo sclerotorace fu ritenuto essere un bizzarro e tardivo rappresentante dei temnospondili primitivi del Permiano, noti come rachitomi, a causa degli scarsi resti fossili e di presunte caratteristiche antiquate. Ritrovamenti più recenti, però, hanno condotto a ulteriori studi della specie: secondo queste classificazioni, lo sclerotorace rappresenterebbe uno dei primi rappresentanti di quel gruppo di temnospondili evoluti noti come stereospondili, tipici del Triassico. In particolare, sono state riscontrate similitudini nella morfologia del palato con la superfamiglia dei capitosauroidi, a cui appartiene anche il gigantesco Mastodonsaurus.

## Stile di vita
È possibile che lo sclerotorace fosse un anfibio dalle abitudini terrestri: ciò sarebbe confermato dal relativo sviluppo delle ossa delle zampe e dall'irrobustimento progressivo dei centri vertebrali; d'altro canto, la presenza di notevoli solchi della linea laterale sul cranio potrebbe denotare un forte adattamento alla vita acquatica.